# Stina Stoor
Stina Maria Silene Ericson Stoor, ogift Johansson, ursprungligen Stina Maria Johansson, född 6 januari 1982 i Bjurholms församling i Västerbottens län, är en svensk författare.
Stoors debutbok, novellsamlingen Bli som folk, rönte stor uppmärksamhet när den kom ut 2015 och fick mycket välvillig kritik. Boken belönades med flera priser och nominerades till Augustpriset. Samma år tilldelades hon också De Nios Julpris.

## Biografi
Stina Stoor växte upp i Balåliden någon mil utanför Bjurholm i Västerbottens län men i landskapet Ångermanland. Hon var yngst i familjen och det enda barnet i byn, som under hennes uppväxt avfolkades.
På högstadiet började hon skolka och rymma hemifrån, och gjorde också sitt första självmordsförsök. Detta blev inledningen till en tioårsperiod av kringflackande liv med upprepade kontakter med psykiatrin; före 25 års ålder var hon sjukpensionär. År 2011 hade Stina Stoor två små barn, hennes far var dement, modern utbränd och hennes dåvarande make i djup depression. 
I detta läge såg Stoor utlysningen av Umeå novellpris. Under nio dygn skrev hon novellen "För vår del". Den var ett av 875 bidrag och hon vann. Hon avsade sig då sin förtidspension för att kunna få betalt för sina noveller. Eftersom hon varken konfirmerat sig eller genomgått gymnasiet var prisdiplomet det första dokument som enligt Stoor framhöll en positiv aspekt av henne: "Alla papper jag hade bara visade att det var något fel på mig."
Stoor omnämns ofta som samisk författare, men hon har även finlandssvenskt och tornedalskt påbrå samt rötter bland norrländska nybyggare.
Stoor var värd för Sommar i P1 2016 samt, efter omröstning av radiolyssnarna,  Vinter i P1 samma år.
År 2005–2018 var hon gift med psykologen Petter Stoor och sedan 2018 med diplomaten Peter Ericson.

## Författarskap
Redan vid prisutdelningen för debutnovellen fick Stoor en beställning på en novell från förlaget Novellix, senare utgiven som Ojura. Veckan därpå beställde Sveriges Radio en novell. Resultatet, Gåvan, framröstades av radiolyssnarna till Sveriges radios novellpris 2013. Därefter fick hon kontrakt på en novellsamling hos Norstedts. Bli som folk utkom 2015 och belönades med en rad priser.
Särskilt Stoors språkbehandling har uppmärksammats. Stoor skriver delvis på västerbottnisk dialekt och använder dialektala ord eller novationer för att uppnå effekt. Augustprisjuryn framhöll Bli som folk som en förnyelse av den svenska novellkonsten, och hennes novell Ojura har blivit föremål för akademisk analys.

## Priser och utmärkelser
- 2012 – Umeå novellpris 2012, för För vår del. ”För att hon i sin egensinniga prosa med djup omsorg och detaljskärpa gestaltar människor och miljöer som i sin närmast fysiska närvaro etsar sig fast i läsarens minne.”[27]
- 2013 – Sveriges radios novellpris 2013, för Gåvan. Framröstad av radiolyssnarna.[28]
- 2015 – Nominerad till Augustpriset 2015, för Bli som folk. "Bli som folk är inget mindre än en förnyelse av den svenska novellkonsten."[6]
- 2015 – Samfundet De Nios Julpris 2015.[29]
- 2016 – Katapultpriset 2015, för Bli som folk. ”En novellkonst där barnets blick står i centrum. Världen strömmar in och allt känns och hörs och syns och väger och betyder lika mycket.”[30]
- 2016 – Borås Tidnings debutantpris 2016, för Bli som folk. "För egensinniga och nyskapande noveller med doft av Västerbotten och wunderbaum."[31]
- 2024 – Ludvig Nordström-priset 2024. "Med ett språk som både är djupt förankrat och djärvt experimenterande tar hon självklart plats i den starka traditionen av västerbottniska berättare. "[32]